# Обыкновенная гадюка
Обыкновенная гадюка (лат. Vipera berus) — вид ядовитых змей рода настоящих гадюк семейства гадюковых, часто встречающийся в Европе и Азии. В отличие от других представителей семейства, предпочитает более низкие температуры и встречается либо на более высоких широтах (вплоть до Северного полярного круга и даже в Заполярье), либо в горах до 2600 м над уровнем моря.

## Описание

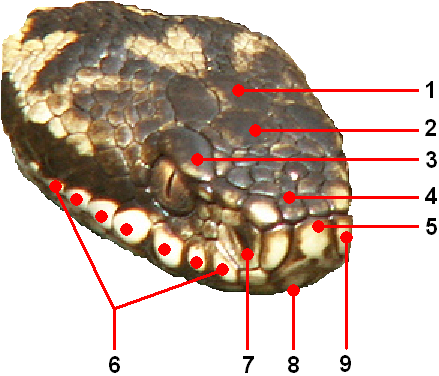
Щитки головы: 1. Теменные 2. Лобный 3. Надглазничные 4. Межносовые 5. Межчелюстной 6. Верхнегубные 7. Носовые 8. Подбородочный 9. Апикальные

Относительно небольшая змея, чья длина вместе с хвостом обычно не превышает 65 см. Наиболее крупные особи встречаются в северной части ареала: так, на Скандинавском полуострове были зарегистрированы представители вида длиной более 90 см. Во Франции и Великобритании наиболее крупные особи достигали в длину 80–87 см. Самки несколько крупнее самцов. Масса взрослой гадюки варьируется в пределах от 50 до 180 г.
Большая уплощённая голова с закруглённой мордой заметно отграничена от туловища коротким шейным перехватом. В верхней части головы выделяются три крупных щитка: лобный, имеющий почти прямоугольную, вытянутую вдоль тела форму, расположен в пространстве между глазами, а теменные — прямо за ним. Иногда между лобным и теменными щитками развит ещё один маленький щиток. Носовое отверстие прорезано в нижней части носового щитка. Вертикальный зрачок наряду с нависающими надглазничными щитками придаёт змее, на взгляд человека, злобный вид, хотя в действительности ни то ни другое не имеет никакого отношения к проявлению эмоций. Апикальный щиток не разделён. Вокруг середины туловища обычно 21 чешуя. Брюшных чешуй у самцов 132–150, у самок 132–158. Хвостовых чешуй у самцов 32–46, у самок 23–38 пар.

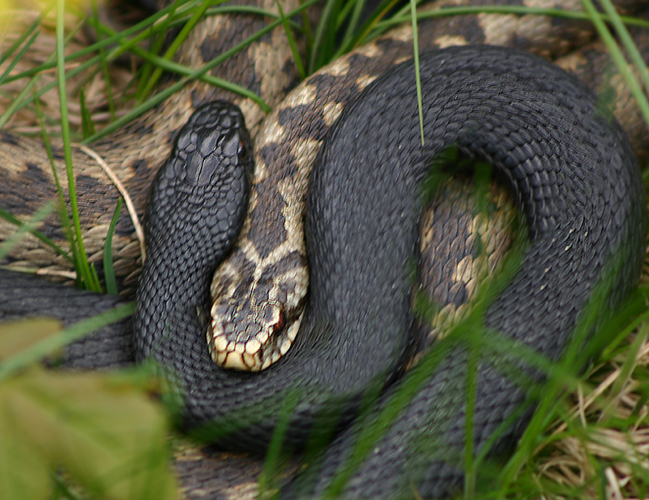
Гадюка типичной окраски и гадюка-меланист без зигзагообразного рисунка

Окраска чрезвычайно изменчива — основной фон может быть серым, желтовато-коричневым, бурым или красноватым с медным оттенком. В отдельных областях до 50 % популяции составляют чёрные гадюки-меланисты. У большинства особей на спине вдоль хребта развит контрастный зигзагообразный рисунок или цепочка из пятен ромбовидной формы. Брюхо серое, серовато-коричневое или чёрное, иногда с белыми пятнами. Кончик хвоста окрашен в жёлтый, оранжевый или красный цвет. У молодых особей спина часто окрашена в медно-коричневатый цвет с зигзагообразной полосой.

## Распространение
Обыкновенная гадюка распространена мозаично в полосе лесов Евразии от Великобритании, Франции и северной Италии на западе до Сахалина и Корейского полуострова на востоке. Во Франции основной район обитания находится в пределах Центрального массива. В Европе южная граница ареала проходит через северную Италию, северную Албанию, северную Грецию и европейскую часть Турции. В Восточной Европе гадюка местами проникает за Полярный круг — к примеру, она обитает в Лапландском заповеднике и на берегах Баренцева моря. Восточнее — в Сибири и на Дальнем Востоке — распространение во многих местах ограничено отсутствием подходящих зимовочных нор. Гадюка встречается к северу на Лене до 62-й параллели, в Западной Сибири до 64-й параллели, восточнее до Забайкальского края. С юга ареал ограничен степными районами. Юго-восточная окраина области распространения расположена в Монголии (Монгольский Алтай), северо-западном и северо-восточном Китае (Синьцзян-Уйгурский автономный район и провинции Гирин).

## Образ жизни

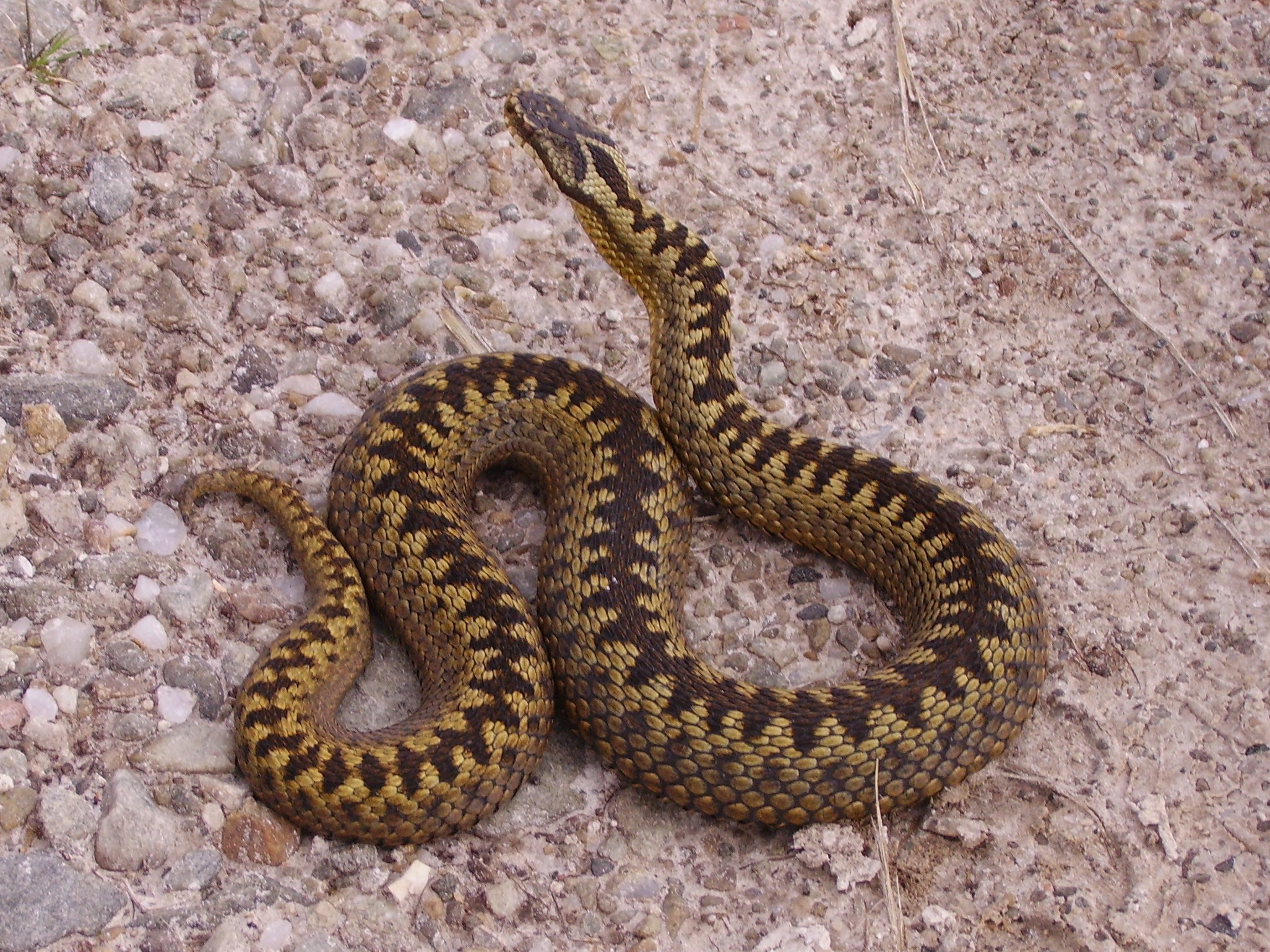
Взрослая самка, Шотландия

Продолжительность жизни может достигать 15, а по отдельным данным и 30 лет. Тем не менее, наблюдения в Швеции показывают, что змеи редко выживают после двух или трёх лет размножения, что с учётом достижения половой зрелости даёт предельный возраст в 5—7 лет. Гадюка быстро адаптируется к любому рельефу, в швейцарских Альпах поднимается до 2600 м над уровнем моря. Места обитания более разнообразны в северной и восточной части ареала, где змея часто осваивает торфяные болота, вересковые пустоши, осветлённые смешанные леса, берега различных пресноводных водоёмов, влажные луга, окраины полей, полезащитные полосы, дюны. На юге Европы биотопы в основном ограничены влажными понижениями в гористой местности. Распространена неравномерно в зависимости от наличия пригодных для зимовки мест. Оседла, как правило не перемещается далее 60—100 метров. Исключение составляет вынужденная миграция к месту зимовки, змеи в этом случае могут удалиться на расстояние до 2—5 км. Зимовка обычно происходит с октября-ноября по март-апрель (в зависимости от климата), на севере ареала длится до 9 месяцев, для чего змея выбирает углубление в земле (норы, расщелины и т. д.) на глубине до 2 метров, где температура не опускается ниже +2…+4 °C. В случае дефицита таких мест в одном месте может скопиться несколько сотен особей, которые весной выползают на поверхность, что создаёт впечатление большой скученности. Впоследствии змеи расползаются.
В летнее время иногда греется на солнце, но большей частью прячется под старыми пнями, в расщелинах и т. п.
Змея не агрессивная и при приближении человека старается использовать свою камуфлированную окраску настолько, насколько это возможно, либо уползти. Только в случае неожиданного появления человека либо при провокации с его стороны она может попытаться его укусить. Такое осторожное поведение объясняется тем, что ей требуется много энергии для воспроизводства яда в условиях меняющихся температур.
Питается в основном мышевидными грызунами, земноводными и ящерицами, разоряет расположенные на земле птичьи гнёзда. Соотношение различных кормов может меняться в зависимости от доступности в данное время и в данной местности. Так, во время наблюдения за гадюками в Нидерландах было выявлено, что они отдают предпочтение травяной и остромордой лягушкам, а также живородящей ящерице. В других регионах в питании могут преобладать серые и лесные полёвки, землеройки, веретеницы, птенцы пеночек, коньков и овсянок. Молодые змеи ловят насекомых — саранчовых, жуков, реже гусениц бабочек, муравьёв, слизней и земляных червей. Как только они достигают 30 см в длину, их питание начинает напоминать питание взрослых особей. Перед первой своей спячкой в октябре-ноябре они никогда не питаются, так как перед состоянием спячки должны переварить всю съеденную пищу во избежание проблем с обменом веществ.

## Размножение
Сезон спаривания приходится на май, а потомство появляется в августе или сентябре, в зависимости от климата. Гадюка относится к живородящим — развитие яиц и вылупление детёнышей происходит в утробе матери. Обычно появляются до 8—12 молодых особей, в зависимости от длины самки. Самки часто размножаются раз в два года, или даже раз в три года, если климат не благоприятствует.
Случается, что на время родов самка обвивает дерево или пень, оставляя хвост на весу, «разбрасывая» на землю змеёнышей, которые с первого мгновения начинают самостоятельную жизнь. Молодые особи обычно имеют длину 15—20 см и уже ядовиты. Многие считают, что только родившиеся особи более ядовиты, но это не соответствует действительности. Неверно и мнение о том, что молодые особи более агрессивны. Только родившись, змеи обычно линяют. В дальнейшем линька молодых и взрослых происходит 1—2 раза в месяц. Считается, что самки не проявляют особого интереса к своему потомству, но молодые особи, как замечено, остаются рядом со своими матерями в течение нескольких дней после рождения.

## Яд

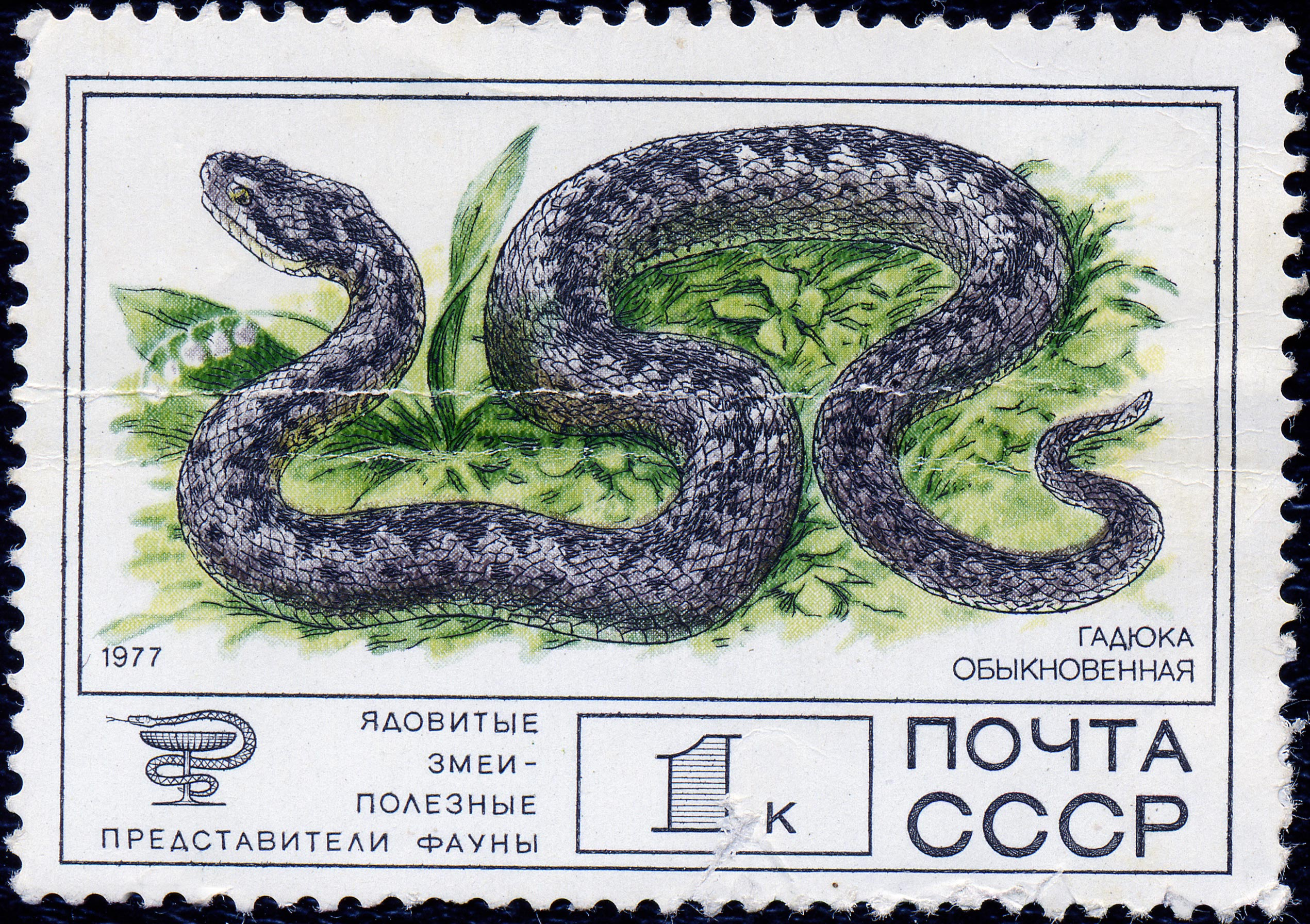
Почтовая марка СССР. 1977. Гадюка обыкновенная

По комплексу компонентов яд обыкновенной гадюки аналогичен ядам других европейских и тропических видов гадюк. В его состав входят высокомолекулярные протеазы геморрагического, гемокоагулирующего и некротизирующего действия, пептидные гидролазы, гиалуронидазы и фосфолипазы, которые в момент укуса через лимфатические узлы попадают в кровеносную систему.
Для человека укус обыкновенной гадюки считается потенциально опасным, однако крайне редко приводит к летальному исходу. Например, в Великобритании за период с 1876 по 2005 год было зарегистрировано всего 14 смертельных случаев, последний из которых произошёл в 1975 году (от укуса погиб пятилетний ребёнок). 
Однако у некоторых людей укус обыкновенной гадюки может вызвать сильную аллергическую реакцию. Укус также представляет опасность для людей с заболеваниями сердца.
Около 70 % укушенных либо не испытывают каких-либо симптомов вообще, либо чувствуют жгучую боль непосредственно в области укуса. Нередко вокруг раны развивается покраснение и припухлость — геморрагический отёк. При более тяжёлой степени интоксикации в течение 15—30 мин возможны головокружение, тошнота, рвота, диарея, побледнение кожи, повышенное потоотделение, озноб, тахикардия. Наконец, при особо повышенной чувствительности могут наступить потеря сознания, отёчность лица, значительное падение кровяного давления, обильное кровотечение (ДВС-синдром), почечная недостаточность, судорожное или коматозное состояние. В подавляющем большинстве случаев последствия укуса исчезают через 2—4 дня, но могут растянуться на более продолжительный срок вплоть до года. В частности, к осложнениям может привести неправильное самостоятельное лечение.
В качестве доврачебной помощи при укусе врачи рекомендуют успокоиться, наложить чуть повыше укуса давящую повязку (но не жгут), уменьшить нагрузку на конечность вплоть до обездвиживания, обеспечить обильное питьё. Мнения о пользе отсасывания яда из ранки разделились: часть специалистов полагает, что при этой процедуре в течение 10—15 мин можно удалить до 30—50 % всего яда, другая считает её вредной, поскольку в кровь вместе со слюной может попасть бактериальная флора, вызывающая гнойное воспаление. Из неправильных и ошибочных, но всё ещё встречающихся способов лечения бывает нанесение поперечных разрезов на место укуса, прижигание, накладывание жгута, обкладывание снегом.
Специфическим средством для лечения интоксикации при укусе гадюки является особое противоядие — противозмеиная сыворотка. Противоядие рекомендуются использовать только при наличии риска высокого токсического воздействия от укуса. Существует по крайней мере восемь различных противоядий против укусов гадюк.

## Враги
Наибольшую опасность для обыкновенной гадюки представляет человек, в первую очередь его хозяйственная деятельность, направленная на вырубку лесов и иное изменение природных ландшафтов. В Европе также нередки случаи сознательного истребления и ловли гадюк ради продажи для содержания в частных террариумах. В Румынии практикуется незаконный отлов змей с целью сбора яда.
Среди лесных обитателей главные враги гадюк — ежи, обладающие иммунитетом к змеиному яду. Ёж при нападении кусает змею за тело и немедленно сворачивается в клубок, подставляя свои иголки для ответного удара. Процедура повторяется до тех пор, пока гадюка не ослабевает и не погибает. На змей также охотятся обыкновенная лисица, барсук, хорьки, совы, орлы-змееяды, реже аисты.